# Ōkami
Ōkami (大神, prononcé : [oːkamʲi]; littéralement « grande déesse », ou « loup » si écrit 狼) est un jeu vidéo d'action-aventure développé par Clover Studio et édité par Capcom en 2006 sur PlayStation 2. L'adaptation sur la console Wii, développée par Ready at Dawn, est sortie le 12 juin 2008. Un jeu similaire sur Nintendo DS appelé Ōkamiden est sorti début 2011.

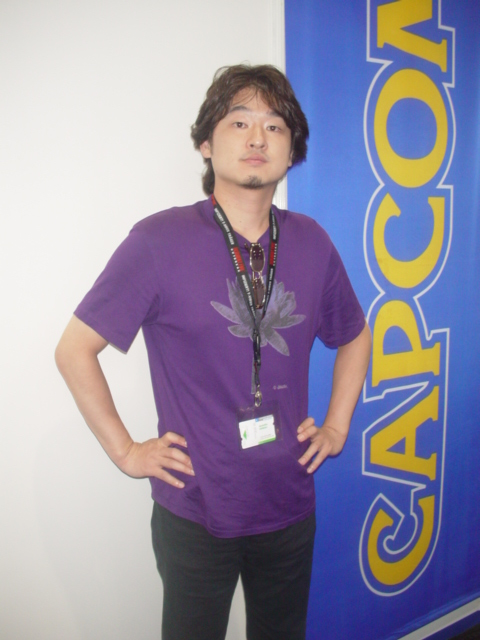
Atsushi Inaba, producteur du jeu.

Un portage en HD développé par HexaDrive sur PS3 compatible PS Move est sorti le 30 octobre 2012 en Amérique du Nord et le 31 octobre en Europe uniquement sur le PlayStation Network, au Japon le jeu sort le 1er novembre 2012 en version physique et digitale, gratuit pour les abonnés PlayStation Plus jusqu'au 31 mai 2013. Cette version HD subira un remake 5 ans plus tard sur PlayStation 4, Xbox One et Windows le 12 décembre 2017. Enfin, une version Nintendo Switch sort le 9 août 2018.

## Histoire
Amaterasu, déesse du Soleil et de la Lumière et reine des hautes plaines célestes (Takama ga Hara) réincarnée dans une statue en l'honneur du légendaire loup blanc Shiranui, est réveillée par Sakuya, déesse de la Flore, afin de rendre ses couleurs à un monde envahi par les ténèbres à la suite de la résurrection d'un puissant démon, le dragon octocéphale, Yamata-no-Orochi.
Réincarnée sur Terre sous la forme de Shiranui, Amaterasu parcourt ainsi le monde en compagnie d'une sorte de lilliputien répondant au nom d'« Issun, l'artiste errant », en utilisant les techniques du pinceau céleste pour faire revenir ordre et beauté dans l'environnement.

## Personnages principaux (ordre alphabétique)
- Amaterasu : Personnage principal incarné par le joueur, Amaterasu est la grande déesse du Soleil et de la Lumière, qui a choisi de s'incarner dans le corps mortel du loup Shiranui pour venir en aide aux humains. Elle fait directement référence à la déesse Amaterasu, déesse shinto du Soleil née de l'œil d'Izanagi, et traditionnellement ancêtre des Empereurs du Japon. Ses armes que sont le rosaire, l'épée et le miroir, renvoient au Magatama de Yasakani, à l'épée Kusanagi et au miroir de Yata, les trois trésors sacrés du Japon.
- Isshaku : Grand-père d'Issun, il a voyagé avec Shiranui et a écrit la légende de Nagi, Shiranui et Yamata-no-Orochi.
- Issun, l'artiste errant. Il est durant tout le jeu le compagnon d'Amaterasu.
- Izanagi : Ce personnage fait référence à Izanagi no Mikoto "l'Auguste Mâle", kami masculin à l'origine du Japon.
- Izanami : Ce personnage fait référence à Izanami no Mikoto, "l'Auguste Femelle", kami féminin à l'origine du Japon.
- Himiko, reine du Nippon
- Kaguya, référence au personnage principal du Conte du Coupeur de Bambou.
- Kaipoku
- Kokari
- Kushinada, brasseuse de sake. Kushinada va être choisie par Orochi pour lui être sacrifiée, une fois ce dernier libéré. Elle épouse Susano tout comme dans le mythe original.
- Okikurumi, valeureux guerrier de la tribu Oina. Okikurumi est le gardien officieux de l'épée sacrée. Okikurumi fait référence à Ae-oina Kamui, divinité originelle du peuple Aïnu.
- Otohime, reine des dragoniens et régente des mers. elle est l'épouse du Dragon des mers Wadatsumi. Elle est inspirée de la déesse Toyo-tama, connue entre autres pour s'être transformée en dragon après la naissance de son fils.
- Pirika
- Sakuya: déesse de la flore. Elle réveille Amaterasu quand le monde est plongé dans les ténèbres.
- Susano : petit fils du héros Izanagi, Susano se présente comme un valeureux guerrier, sauvant la veuve et l'orphelin. En réalité, le guerrier à l'épée de bois est un pleutre, incapable de se battre sans l'aide d'Amaterasu, et pousse le vice jusqu'à être à l'origine du réveil d'Orochi. Toutefois, Susano sera amené à prouver sa vraie valeur le moment venu dans la Cave de la Lune. Susano fait référence à la divinité Susanoo, frère d'Amaterasu.
- Tsuzurao la prêtresse. Régente du Nippon, elle est en fait manipulée par le démon à neuf queues Kyubi. Son histoire est aussi une référence à Tamamo-no-Mae.
- Ushiwaka : guerrier énigmatique et prophète de la Reine Himiko, Ushiwaka est le fondateur de la garde Tao de Seian. Son personnage est inspiré de Minamoto no Yoshitsune, avec qui il partage entre autres la perte de son clan.

## Monstres et références (ordre alphabétique)
- Casque Ardent
- Ichiro
- Jiro
- Kyubi
- Nechiku
- Orochi
- Rechiku
- Reine Araignée
- Saburo
- Yamata-No-Orochi
- Yami

## Système de jeu
Ōkami est peu commun dans son gameplay et sa progression : le joueur gère des techniques de dessins magiques. Par une simple pression de bouton, un pinceau magique apparaît à l'écran et permet d'influer sur les décors. Il est ainsi possible de trancher des obstacles gênant le passage, de ramener la lumière en dessinant un soleil, de poser des feuilles de nénuphars sur des lits d'eau, contrôler les éléments, etc.
Les sphères de bonheur permettent d'augmenter ses attributs divins et s'obtiennent en nourrissant les animaux, ou en aidant les différents personnages.
Techniques du pinceau céleste
Il y a 15 techniques du pinceau à récupérer :
- Renaissance (répare des objets cassés ou fait apparaître des objets manquants)
- Lame Lumière (permet de trancher toute sorte d'objets)
- Soleil Divin (pour faire apparaître le soleil)
- Floraison (faire refleurir les plantes ou les arbres)
- Bombe Flamboyante (crée une bombe qui explose après un court délai ou au contact d'un ennemi)
- Nénuphar (crée un nénuphar praticable à la surface de l'eau)
- Liane Magique (permet à Amaterasu de rejoindre à l'aide d'une liane certaines fleurs)
- Flot Majestueux (crée un geyser à partir de certains points d'eau)
- Clair de Lune (change le jour en nuit)
- Vent Glorieux (crée une bourrasque de vent)
- Colère Ardente (à partir d'une source de feu, permet d'enflammer différents éléments ou ennemis)
- Brume Occulte (ralentit le temps)
- Danse du Chat (permet de grimper verticalement à partir des statues de chat)
- Éclair Souverain (crée un éclair à partir d'une source électrique)
- Neige Éternelle (glace des objets ou ennemis à partir d'une source gelée)

D'autres techniques secrètes peuvent aussi être trouvées, notamment pour maîtriser divers sorts élémentaires.
Armes
Il y a trois types d'armes :
- Boucliers
- Rosaires
- Épées

Le joueur choisit une arme principale, offensive, et une arme secondaire, défensive.
Techniques du dojo
Il existe 17 techniques à apprendre dans les trois dojos :
- Les quatre vents (combo de quatre coups avec un miroir équipé)
- Les cinq vents (combo de cinq coups avec un miroir équipé)
- La colère des esprits (combo de six coups avec un rosaire équipé)
- La vengeance des âmes (combo de huit coups avec un rosaire équipé)
- Les trois lames (combo de trois coups avec un sabre équipé)
- Les quatre lames (combo de quatre coups avec un sabre équipé)
- La furie du miroir (puissance augmentée si deux miroirs équipés)
- L'union des ombres (puissance augmentée si deux rosaires équipés)
- La danse du sabre (puissance équipée si deux sabres équipés)
- La valse enchantée (permet d'esquiver les attaques des ennemis)
- Le ballet de sang (les esquives infligent des dégâts aux ennemis)
- L'aigle sacré (permet d'effectuer un double-saut)
- Le faucon divin (les double-sauts infligent des dégâts aux ennemis)
- Les griffes d'acier (permet de creuser les sols durs)
- Le crâne de pierre (permet de briser les rochers d'un coup de tête)
- La foudre d'or (permet d'arracher un croc de démon en urinant sur les ennemis)
- La rage de bronze (permet d'arracher deux crocs de démon en posant une crotte explosive)

## Développement

### Titre
Si ōkami signifie « loup », les kanji utilisés signifient plutôt « grande déesse ». Il s'agit d'un jeu de mots entre ōkami (狼, loup) et ō (大, grand) + kami (神, divinité). Le titre fait aussi référence à la déesse Amaterasu qui est parfois nommée Amaterasu Ōkami (天照大神).

### Graphismes
Ōkami se distingue de par ses graphismes originaux utilisant intensivement la technique du cel-shading afin de proposer un rendu similaire à une estampe japonaise (de type lavis) en perpétuel mouvement. L'image dispose d'un grain similaire à du papier de riz et les contours paraissent tracés à l'encre de Chine. Le jeu devait à l'origine avoir une 3D ordinaire, comme le montrent les vidéos diffusées en mai 2005, mais, d'après une interview d'Atsushi Inaba, ils ont dû y renoncer pour des contraintes matérielles, bien que, finalement, notamment à cause du cel-shading, le jeu nécessite toutes les ressources de la console.

## Accueil
Le magazine officiel de la PlayStation 2 lui attribue un 20/20, chose arrivée une seule fois auparavant depuis l'existence du magazine avec Grand Theft Auto: San Andreas.
Le magazine français Joypad attribue la note parfaite au jeu : « Okami est assurément la plus grande réussite de Clover, tant sur le plan visuel que dans l'intérêt de son gameplay. Il sublime tous les jeux d'aventure vus jusqu'à ce jour et diffuse un charisme unique qui restera gravé dans les annales ».
Sur le site Jeuxvideo.com, il reçoit une note de 20/20 en graphismes, ce qui n'avait plus été attribué depuis 1999 pour le jeu Wipeout 3 sur PlayStation.
Le site Gamekult commente : « Okami apparaît comme un hommage au Japon traditionnel, à ses mythes et légendes, à son art atemporel. Son esthétique si particulière confère au jeu une ambiance inouïe, poétique et envoûtante. Le titre de Capcom s'enrichit, qui plus est, d'un gameplay évoquant beaucoup un certain Zelda et qui promet une aventure riche et passionnante oscillant entre drame et légèreté. Les sources d'inspiration paraissent nombreuses, mais elles n'empêchent pas un instant Okami de se distinguer comme une production hors normes qui impressionne par sa cohérence et sa justesse ».
Ōkami a également reçu de nombreuses récompenses dont les Game Developers Choice Awards 2006 du character design et de l'innovation, l'IGN award du meilleur jeu d'aventure de l'année 2006, le titre du meilleur jeu de l'année 2006 par le célèbre groupe Associated Press ou encore les BAFTA Games Awards 2007 de la direction artistique et de la musique originale.

## Succès et adaptation
Ce titre est l'avant-dernière production de Clover Studio qui fermera ses portes en mars 2007. Le jeu a connu surtout un succès critique et est devenu rapidement culte malgré sa faible exportation. Seules 10 000 copies de la version PlayStation 2 ont été distribuées en France.
Le jeu a connu une adaptation sur la Wii en juin 2008. Bien qu'identique en termes de contenu, la version Wii se distingue de par ses graphismes en cel-shading contrairement à la version PS2 qui possédait un grain d'image rappelant celui du papier de riz et l'absence des crédits originaux.
Une version HD du jeu est également sortie sur le PlayStation Store de la PlayStation 3, le 31 octobre 2012 (30 octobre 2012 aux États-Unis, et le 1er novembre 2012 au Japon). Une nouvelle réédition de la version HD sort le 12 décembre 2017 sur PlayStation 4, Xbox One et PC et sera également compatible 4K. Quelques mois après cette réédition, le jeu est également sorti sur Nintendo Switch le 9 août 2018.
Une suite est annoncée lors des Game Awards 2024. Elle sera réalisée par le studio Clovers, et réalisée par Hideki Kamiya, déjà aux manettes du jeu original.